# Castelnaud-la-Chapelle
Castelnaud-la-Chapelle (okzitanisch Castèlnau e la Capèla) ist eine französische Gemeinde mit 449 Einwohnern (Stand 1. Januar 2022) im Département Dordogne in der Region Nouvelle-Aquitaine. Das Dorf liegt am Ufer des Flusses Dordogne, unmittelbar an der Einmündung ihres linken Nebenflusses Céou. Die malerische Silhouette des Ortes wird von der Burg Castelnaud bestimmt, einer mittelalterlichen Befestigung aus dem 13. Jahrhundert. Castelnaud-la-Chapelle ist Mitglied der Vereinigung der schönsten Dörfer Frankreichs.

## Weblinks

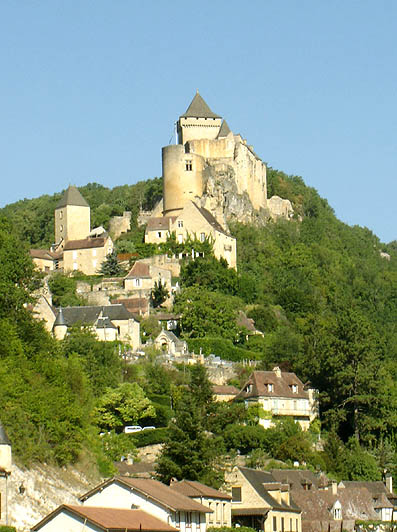
Castelnaud-la-Chapelle

## Bevölkerungsentwicklung
| Jahr                       | 1975 | 1982 | 1990 | 1999 | 2007 | 2018 |
| Einwohner                  | 380  | 374  | 408  | 426  | 461  | 452  |
| Quellen: Cassini und INSEE |      |      |      |      |      |      |